# Andrej Andreevič Vlasov
Andrej Andreevič Vlasov (in russo Андрей Андреевич Власов?, traslitterato anche come Andrei Andreyevich Vlasov; Oblast' di Nižnij Novgorod, 14 settembre 1901 (1º settembre del calendario giuliano) – Mosca, 2 agosto 1946) è stato un generale sovietico dell'Armata Rossa durante la seconda guerra mondiale, famoso per essersi distinto alla battaglia di Mosca e soprattutto per avere disertato nel 1942, passando a collaborare con la Germania nazista e prendendo il comando dell'Esercito di Liberazione Russo. Nel 1945 si schierò contro i tedeschi per difendere la città di Praga, ma fu consegnato ai sovietici dagli Alleati e giustiziato a Mosca.

## Nascita e carriera
Vlasov nacque a Lomakino, piccolo centro nell'Oblast' di Nižnij Novgorod, ultimo di 13 figli del sarto del paese. Con l'aiuto del fratello, maestro di campagna, studiò al seminario di Nižnij Novgorod, ma senza terminare gli studi; lasciato il seminario nel 1919, all'apice della guerra civile russa, si arruolò nell'Armata Rossa. Combatté in Ucraina, nel Caucaso ed in Crimea con la II divisione del Don, distinguendosi per le sue qualità tattiche, grazie alle quali divenne rapidamente capitano dell'esercito, e poi maggiore al termine del conflitto.

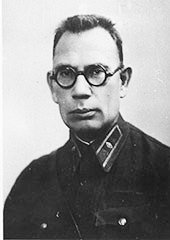
Vlasov durante il suo servizio nell'Armata Rossa

Nel 1928 frequentò l'istituto Vystrel a Solnečnogorsk, dopodiché passò allo stato maggiore, dove gli venne affidato, col grado di colonnello, il comando della 2º Divisione fucilieri della divisione turkmena. S'iscrisse al Partito Comunista nel 1930 e si sposò nel 1933 con una giovane donna originaria di un villaggio vicino a quello dov'era nato e che stava per specializzarsi in medicina.
Durante le Grandi Purghe del 1934-1935 servì come capo di stato maggiore della 72ª Divisione tiratori e fu allora che la moglie, discendente di un kulak, lo lasciò per evitare di metterlo in cattiva luce nei confronti delle autorità militari.
Come molti altri ufficiali dell'Armata Rossa anche Vlasov beneficiò dell'eliminazione di tanta parte dei suoi superiori, ottenendo fulminei avanzamenti di grado e diventando uno dei comandanti militari di cui Stalin si fidava maggiormente.
Nel 1938 fu inviato in Cina, dapprima come capo di stato maggiore del generale Čerepanov, in seguito come capo istruttore all'interno dell'Accademia militare di Chongqing. Ricoprendo questi incarichi, si rese conto che la politica estera sovietica stava di fatto eseguendo un doppio gioco: da un lato appoggiava il Kuomintang contro i giapponesi che avevano invaso la Manciuria, dall'altro intratteneva rapporti stretti con gli avversari interni dei nazionalisti, i comunisti di Mao Zedong. L'attività di istruttore valse a Vlasov una serie di onorificenze cinesi tra cui una concessa da Chiang Kai-shek in persona, che gli furono sequestrate al ritorno in patria nel 1939.
Al suo ritorno venne nominato generale di brigata della 99ª Divisione fucilieri, fino ad allora la più arretrata dell'Armata Rossa. Dopo nove mesi e un'ispezione di Semën Timošenko, Vlasov riuscì a raddrizzarla e renderla una delle più combattive divisioni dell'esercito. Durante la generale ritirata delle truppe verso oriente a seguito dell'attacco tedesco nel 1941, la sua divisione riuscì invece ad avanzare verso occidente, riconquistando Przemyśl e tenendola per sei giorni.
Nel 1940 Vlasov venne promosso maggior generale e il 22 giugno 1941, quando la Germania e i suoi alleati invasero l'Unione Sovietica, Vlasov comandava la 4ª Divisione meccanizzata.

## Guerra e diserzione
L'invasione tedesca dell'URSS del 1941 vide Vlasov giocare un ruolo importantissimo nella difesa sia della capitale sovietica che del capoluogo ucraino, Kiev; decorato più volte con diverse onorificenze (tra cui l'Ordine di Lenin), secondo alcuni storici fu in grado di guadagnare la fiducia delle truppe con un forte carisma, lo stesso che gli aveva permesso di risalire in fretta la scala gerarchica.
Dopo i suoi successi sulle pianure, Vlasov fu incaricato di gestire la 2ª Armata d'assalto, la cui missione era la rottura dell'assedio di Leningrado. La missione fallì e la 18ª Armata della Wehrmacht distrusse definitivamente l'armata russa nel giugno 1942; l'unico disperato tentativo di fuga dalla sacca, lungo un corridoio largo solo 400 metri a cavallo della ferrovia che portava in città, costò ai sovietici la vita di 14.000 dei 16.000 soldati.

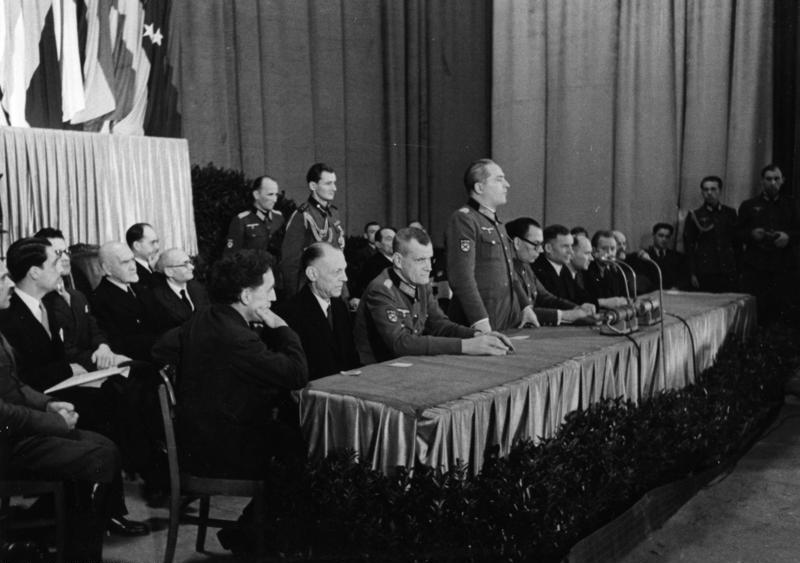
Riunione del Comitato a Berlino, novembre 1944

Non è ben chiaro se Vlasov sia passato al nemico in seguito a cattura o la sua fu una diserzione da imputarsi a una vendetta, per la mancanza del dovuto appoggio durante la battaglia. Ad ogni modo, partì da lui l'idea di costituire il Comitato di liberazione dei popoli della Russia (Комитет освобождения народов России o КОНР) e l'Esercito Russo di Liberazione (Русская Освободительная Армия o РОА), un'armata di prigionieri, volontari ed emigrati russi, reclutati con la promessa del ritorno alla Russia nazionale, che avrebbero dovuto unirsi alla Wehrmacht contro l'Unione Sovietica. Tuttavia, secondo le idee di Hitler, l'esercito non doveva diventare indipendente dalla Wehrmacht, ma doveva più semplicemente svolgere la funzione di forza lavoro per il Terzo Reich. Nella primavera del 1943, Vlasov venne utilizzato dalla propaganda tedesca come strumento per incoraggiare le diserzione tra i reparti dell'Armata Rossa e minare la coesione dell'esercito sovietico. In un primo momento avrebbe dovuto essere sviluppata anche l'ambiziosa Azione Silberstreifen, che prevedeva il lancio del "volantino n. 13" oltre le linee nemiche, che illustrava le proposte del generale. 

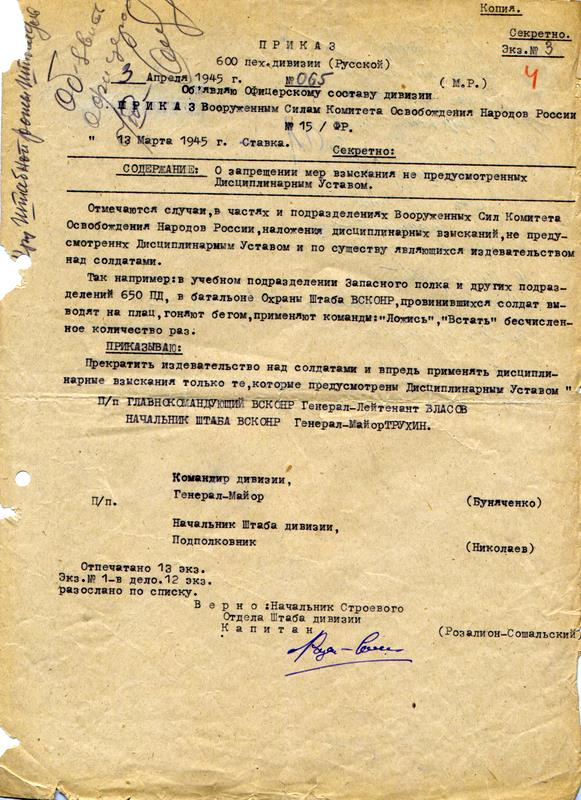
Ordine di Vlasov per arginare il fenomeno del nonnismo nel proprio esercito

A marzo del 1943 Vlasov fece anche delle esibizioni pubbliche a Smolensk, Mahilëŭ, Babrujsk e nel settore settentrionale, quest'ultima però senza l'autorizzazione di Hitler e nemmeno del feldmaresciallo Keitel, che lo fece riportare nel campo per prigionieri di guerra.

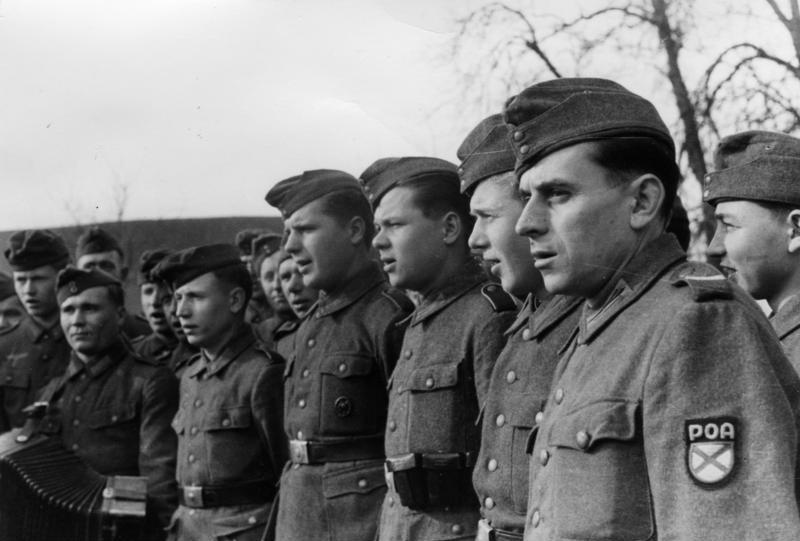
Truppe del ROA in Francia e Belgio (1944)

Solo nel settembre 1944, Himmler acconsentì alla creazione di una ROA composta di divisioni solo russe, ma non sotto il comando di Vlasov, che ne prenderà il comando solo il 28 aprile 1945, sostituendo il generale Krasnov; nel novembre 1944 venne autorizzata la convocazione del Comitato di Liberazione dei Popoli della Russia.
Il 14 novembre 1944, a Praga, venne reso pubblico il Manifesto del Comitato di Liberazione: esso denunciava "lo sfruttamento dei popoli e paesi" da parte dell'Inghilterra e degli Stati Uniti, proponeva una pace onorevole con la Germania e si dichiarava democratico e federalista. Il manifesto passò inosservato in Europa; tuttavia ebbe grande successo fra gli Ostarbeiter (in tedesco "lavoratori dell'est"): secondo Sven Steenberg, ci furono 300.000 domande di ammissione alla ROA dopo la pubblicazione del manifesto.
Durante l'operazione di Praga, Vlasov non agì da capo militare; la sua unica attività fu quella di spedire delegazioni segrete alla ricerca di contatti con gli anglo-americani per potersi consegnare a loro e non ai sovietici. Tuttavia i suoi tentativi furono vani, perché alla Conferenza di Jalta Churchill e Roosevelt avevano già sottoscritto il rimpatrio obbligatorio di tutti i cittadini sovietici. Per questo motivo le truppe americane non accettarono i volontari che avevano capitolato e che furono costretti a ritirarsi nei boschi per scappare dai sovietici che si stavano avvicinando alla Boemia occidentale. Solo in seguito alcuni generali statunitensi ritennero che i russi anticomunisti fossero una risorsa per la futura lotta contro il comunismo, quindi si mobilitarono per salvarli dalle spie sovietiche, con l'aiuto della CIA, analogamente a quello che venne fatto con diversi nazisti, sia militari che con l'Operazione Paperclip.

## Cattura da parte dei sovietici e processo

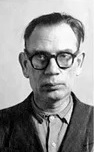
Vlasov in una foto alla Lubjianka

Le due divisioni, comandate dal generale Sergej Bunjačenko, vennero catturate 40 chilometri a sud-est di Plzeň dal 25º Corpo corazzato sovietico, dopo il rifiuto delle truppe statunitensi alla loro capitolazione.
Vlasov venne trovato nascosto avvolto in due coperte in un'auto e fu identificato con l'aiuto del suo stesso autista. Il capitano Jakušev della 162ª Brigata carri armati fece trascinare Vlasov fuori dalla sua auto, lo mise su un carro armato e lo portò direttamente al quartier generale della 13ª Armata Sovietica. Vlasov fu quindi portato a Dresda e da lì inviato immediatamente a Mosca. Qui venne rinchiuso nella prigione di Lubjanka, dove fu interrogato.

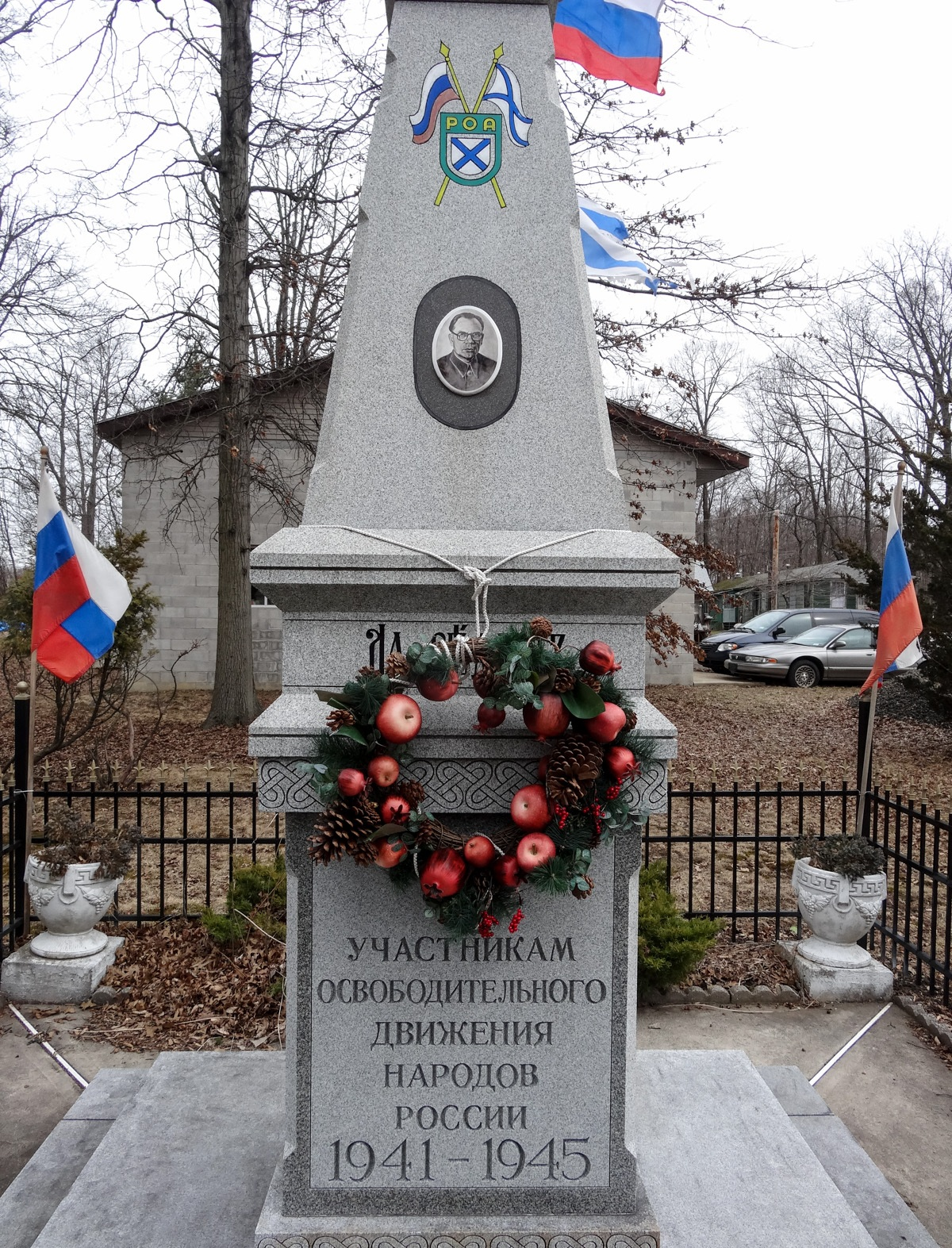
Monumento al generale Vlasov a New York

Il processo si tenne a partire dal 30 luglio 1946, presieduto da Viktor Abakumov, e si concluse con la condanna a morte per impiccagione per lui e altri undici alti ufficiali del suo esercito per alto tradimento (secondo l'articolo 58-1a del codice penale dell'URSS). Vlasov fu giustiziato il 2 agosto 1946 all'età di 44 anni.
La sua fu tra le ultime condanne a morte nell'Unione Sovietica eseguite per impiccagione, le successive pene di morte verranno eseguite solo tramite fucilazione.

## Riconoscimenti
Per commemorare il salvataggio della città dai tedeschi da parte del ROA durante la rivolta di Praga, il sindaco ha deciso nel 2020 di porre una statua di Vlasov al posto dove sorgeva una statua di generale sovietico Ivan Konev.